# Cerro Paranal
Cerro Paranal (2 635,43 m n. m.) je hora nacházející se v poušti Atacama (severní Chile) na jednom z nejsušších míst na Zemi. Nejbližším městem je 120 km severně Antofagasta ; pobřeží Tichého oceánu je vzdáleno 12 km západně.
Na vrcholu Cerro Paranal je uměle vytvořená plošina, na níž se od roku 2005 nachází systém čtyř dalekohledů o průměru 8,2 m známý jako Very Large Telescope. Ten je hlavní součástí Observatoře Paranal, kterou provozuje Evropská jižní observatoř (ESO).